# Гончаренко, Георгий Иванович
Гео́ргий (Ю́рий) Ива́нович Гончаре́нко (10 (22) июня 1877, Варшава — 12 декабря 1940, Рига) — военачальник Российской империи, генерал-майор Генштаба (1917); журналист, публицист, поэт и прозаик (литературный псевдоним — Ю́рий Га́лич).

## Биография
- Из потомственных дворян Полтавской губернии.
- Родился в Варшаве, православного вероисповедания. Сын чиновника, служившего (до переезда в Варшаву) в Харькове инспектором средних учебных заведений.
- В 9-ти летнем возрасте остался без отца.
- Окончил Полоцкий кадетский корпус (с отличием).

### Служба в Русской императорской армии
- 8 (20) сентября 1895 — поступил на военную службу юнкером Николаевского кавалерийского училища (г. С.-Петербург).
  - 20 мая (1 июня)—29 июня (11 июля) 1897 — изучал полевое саперное дело в Усть-Ижорском лагере.
- август 1897 года — окончил по 1-му разряду (с отличием) военное училище, выпущен в Лейб-гвардии кирасирский Её Величества полк[1].
- С 13 (25) августа 1897 — корнет гвардии.
- 20 августа (2 сентября) 1900 — зачислен в Николаевскую академию Генерального Штаба.
- С 6 (19) декабря 1901 — поручик гвардии (со старшинством с 13.08.1901).
- 1903 год — окончил Николаевскую академию Генерального Штаба (по 1-му разряду).
- С 23 мая (5 июня) 1903 — штабс-ротмистр гвардии («за отличные успехи в науках»).
- 29 сентября (12 октября) 1903 — 21 октября (3 ноября) 1904 — прикомандирован к Офицерской кавалерийской школе «для изучения технической стороны кавалерийского дела».
- 21 октября (3 ноября) 1904 — окончил Офицерскую кавалерийскую школу с отличием, возвращён в Лейб-гвардии кирасирский Её величества полк.
- С 28 ноября (11 декабря) 1904 — переведен в Генеральный штаб с назначением старшим адъютантом штаба 18-й пехотной дивизии и с переименованием из штабс-ротмистров гвардии в капитаны Генштаба[2].
- С 5 (18) декабря 1904 — исполняющий должность столоначальника Главного Штаба.
- С 25 июня (8 июля) 1905 — исполняющий должность столоначальника Главного управления Генерального Штаба.
- С 1 (14) мая 1906 — исполняющий должность помощника делопроизводителя Управления генерал-квартирмейстера Генштаба.
  - 1907 год — издал первый поэтический сборник «Вечерние огни».
- 19 октября (1 ноября) 1907 — 20 января (2 февраля) 1908 — обер-офицер для поручений при штабе Виленского военного округа.
  - 10 (23) ноября 1907 — 19 ноября (2 декабря) 1908 — отбывал цензовое командование эскадроном во 2-м лейб-драгунском Псковском полку.
- 20 января (2 февраля) 1908 — 10 (23) апреля 1911 — был на должности старшего адъютанта штаба 3-й кавалерийской дивизии (г. Ковно).
- С 10 (23) апреля 1911 — подполковник Генштаба (со старшинством с 06.12.1908); назначен начальником штаба Усть-Двинской крепости (г. Рига).
- С 25 марта (7 апреля) 1912 — полковник Генштаба.
  - На июль 1914 года — был женат на уроженке С.-Петербургской губернии православного вероисповедания, имел двух дочерей: Наталью, 1905 года рождения, и Татьяну, 1911 года рождения.

Участник Первой мировой войны
- Июль-август 1914 года — руководил мобилизационными мероприятиями в Усть-Двинской крепости.
- С 20 января (2 февраля) 1915 — начальник штаба 6-й кавалерийской дивизии.
- С 29 октября (11 ноября) 1915 — командующий 19-м драгунским Архангелогородским полком.
  - 19 июня (2 июля) 1916 — отличился, командуя полком в бою у д. Дубовые Корчмы, за что впоследствии был награждён Георгиевским оружием.
- С 2 (15) апреля 1917 — генерал-майор Генштаба (со старшинством с 02.04.1917); произведен «за отличия», с назначением на должность начальника штаба 2-й кавалерийской дивизии.
- С 12 (25) мая 1917 — начальник штаба Гвардейского кавалерийского корпуса.
- С ноября 1917 года, после Октябрьской революции в России, — продолжал числиться по Всероссийскому Генштабу, подконтрольному большевикам, и 27 декабря 1918 года был уволен от службы по болезни, хотя у «красных» фактически не служил.
- После подписания Брестского мира оставил Советскую Россию и перебрался в оккупированную немцами Украину.

### Служба в украинской армии
По состоянию на 6 августа 1918 года — служил в Киеве, в армии Украинской державы, в чине генерал-хорунжего, при штабе гетмана Павла Скоропадского. В январе 1919 года, после ликвидации Гетманата и восстановления Украинской народной республики, был арестован петлюровцами, посажен в тюрьму, однако через несколько дней бежал и добрался до Одессы, оккупированной войсками Антанты.

### Участие в белом движении
- В начале апреля 1919 года, в ходе эвакуации интервентов из Одессы, был эвакуирован в Константинополь на французском пароходе «Caucasus (Кавказ)».
- На 12 апреля 1919 года — числился в резерве чинов при штабе главнокомандующего Вооружёнными силами Юга России.
- 28 февраля 1920 года — прибыл из Константинополя во Владивосток и был зачислен в резерв сухопутных и морских сил Временного правительства Приамурской земской управы.
- На 29 апреля 1921 года — внештатный генерал для поручений при командующем войсками Временного правительства Приамурской земской управы.
  - Во Владивостоке в 1920—1922 годах занимался литературной деятельностью. Работал журналистом, печатался в местных журналах.

### В отставке
В 1923 году, после освобождения Дальнего Востока от интервентов и белогвардейцев, — через Китай, Германию, Эстонию перебрался в Латвию. Поселился в Риге, работал кавалерийским инструктором в Военной школе, судьёй на ипподроме. Занимался литературной деятельностью: был постоянным сотрудником русскоязычной газеты «Сегодня», писал в газете «Дни», с 1934 года сотрудничал с журналами «Наш Огонёк» и «Для Вас».
12 декабря 1940 года, через два дня после вызова в НКВД Латвийской ССР, провозглашённой в июле 1940 года, покончил с собой, повесившись.
Похоронен в Риге на Покровском кладбище.

## Награды
- Медаль «В память 200-летия Полтавской битвы» (1909)
- Орден Святого Станислава 3-й степени (ВП от 06.12.1906)
- Медаль «В память 100-летия Отечественной войны 1812» (1912)
- Орден Святой Анны 3-й степени (1912; ВП от 31.03.1913)
- Медаль «В память 300-летия царствования дома Романовых» (1913)
- Орден Святого Владимира 4-й степени (ВП от 04.03.1915)
- мечи и бант к ордену Святого Владимира 4-й степени (ВП от 04.06.1915)
- Орден Святого Станислава 2-й степени с мечами (ВП от 07.06.1916)
- Орден Святого Владимира 3-й степени с мечами (ВП от 26.08.1916)
- Георгиевское оружие (утв. ВП от 08.05.1917), — за то, что, будучи командиром 19-го драгунского Архангелогородского полка, в бою 19 июня 1916 года у д. Дубовыя Корчмы, когда под натиском противника пехотные части стали отходить, развернул свой полк, направил его в конном строю в атаку лавой и, находясь под сильным огнём противника, увлёк его до удара холодным оружием, опрокинул наступавшие цепи противника и тем способствовал отошедшим частям вновь занять покинутые важные позиции и таким образом предотвратил крупную боевую неудачу[4].